# Hans Reesink
Johannes Antonius (Hans /"Diogo") Reesink O.F.M. (Heerlerheide, 28 juli 1934 - Divinópolis, 30 mei 2019) was een Nederlands geestelijke en een bisschop van de Rooms-Katholieke Kerk.
Reesink trad op 2 februari 1960 in bij de minderbroeders Franciscanen. Hij werd op 15 juli 1962 priester gewijd. Daarna was hij werkzaam in Brazilië, onder meer als pastoor van een lepra-kolonie bij Belo Horizonte.
Reesink werd op 2 augustus 1989 benoemd tot bisschop van Almenara. Als wapenspreuk koos hij: O pouco com Deus é muito (Bij God is de minste veel). Zijn bisschopswijding vond plaats op 21 oktober 1989. Op 25 maart 1989 werd hij benoemd tot bisschop van Teófilo Otoni.
Reesink ging op 25 november 2009 met emeritaat. Hij overleed eind mei 2019 in Brazilië op 84-jarige leeftijd.